# Шумик, Магда Николаевна
Магда Николаевна Шумик (укр. Магда Миколаївна Шумик; 1922 год — дата смерти неизвестна) — звеньевая колхоза имени Молотова Рудковского района Дрогобычской области, Украинская ССР. Герой Социалистического Труда (1954).
Родилась в 1908 году в крестьянской семье. Трудилась в сельском хозяйстве. С начала 1950-х годов — рядовая колхозница, звеньевая свекловодческого звена в колхозе имени Молотова Рудковского района (позднее — колхоз «Ленинский путь», «Ленинец») в селе Хлопчицы.
В 1953 году звено Магды Шумик собрало в среднем по 632,8 центнеров сахарной свеклы на участке площадью 5 гектаров. Указом Президиума Верховного Совета СССР от 27 июля 1954 года за получение высоких урожаев сахарной свеклы удостоена звания Героя Социалистического Труда с вручением ордена Ленина и золотой медали «Серп и Молот».
Избиралась депутатом Львовского областного Совета народных депутатов X созыва (1965—1967).
После выхода на пенсию проживала в селе Хлопчицы.
Награды
- Герой Социалистического Труда
- Орден Ленина — дважды (22.07.1954; 26.02.1958)